# Олівер Олсен
Олівер Олсен (дан. Oliver Olsen, нар. 13 серпня 2000, Рібе, Данія) — данський футболіст, фланговий захисник клубу «Мідтьюлланн».

## Ігрова кар'єра
Олівер Олсен народився у містечку Рібе. У віці чотирьох років він почав грати у футбол у місцевому клубі. Пізніше Олівер приєднався до футбольної школи клубу «Есб'єрг». У 2015 році Олсен підписав з клубом свій перший професійний контракт.
За півроку до закінчення контракту з «Есб'єргом», у лютому 2019 року Олсен перейшов до складу клубу «Мідтьюлланн», де починав у молодіжній команді. 16 грудня 2018 року Олсен дебютував у першій команді, вийшовши на заміну за хвилину до кінця матчу.
З 2015 року Олівер Олсен виступає за юнацькі збірні Данії різних вікових категорій.

## Досягнення
Особисті
- Команда місяця данської Суперліги: жовтень 2024[4]